# Calyptophyllum integrum
Calyptophyllum integrum är en mångfotingart som beskrevs av Henri W. Brölemann 1922. Calyptophyllum integrum ingår i släktet Calyptophyllum och familjen kejsardubbelfotingar. Inga underarter finns listade i Catalogue of Life.